# Leodwaldingowie
Leodwaldingowie – anglosaski arystokratyczny ród w Nortumbrii, wywodzący swe pochodzenie od założyciela dynastii królewskiej, Idy. Odgrywali oni znaczną rolę w polityce i kościele Nortumbrii w VIII wieku.
W przypisywanej Nenniuszowi Historii Brittonum znajduje się genealogia Leodwaldingów. Mieli oni pochodzić od syna Idy o imieniu Ocg. Nazwa rodu pochodzi od imienia Leodwalda syna Ecgwulfa, dziadka pierwszych członków rodu, którzy osiągnęli znaczną pozycję polityczną.
Znani Leodwaldingowie:
- Cenred z Nortumbrii - król w latach 716-718
- Ceolwulf z Nortumbrii - król w latach 729-737
- Egbert (biskup Yorku) - biskup a następnie arcybiskup Yorku
- Eadbert z Nortumbrii - król w latach 737-758
- Oswulf z Nortumbrii - król w latach 758-759
- Elfwald I z Nortumbrii - król w latach 779-7red88, uznany za świętego
- Elf z Nortumbrii - syn Elfwalda, atheling Nortumbrii, zabity na rozkaz Etelreda I
- Elfwine z Nortumbrii - syn Elfwalda, atheling Nortumbrii, zabity na rozkaz Etelreda I
- Osred II z Nortumbrii - król w latach 788-790
- Osgifu z Nortumbrii - córka Eadberta i żona Alhreda